# Кистинка (приток Терека)
Кистинка, также встречается в исторических источниках — Ахкарахи (груз. ხდე — Хде, ингуш. Оахкара-хий) — река в Грузии, протекает в регионе Хеви. Берёт начало у подножья ледников Кибиши. Течёт на северо-запад. Впадает в реку Терек справа неподалёку от российско-грузинской границы. Длина реки составляет 17 км, площадь бассейна — 79 км².
Административно расположена в Казбегском муниципалитете края Мцхета-Мтианети.

## История
В июне 1637 г. князь Ф. Волконский и дьяк А. Хватов были отправлены из Москвы в Кахетию. Делегация столкнулась с трудностями в связи с политическими осложнениями во взаимоотношениях грузинского царя Кахетии Теймураз I и «аристопа сонского», контролировавшего Дарьяльское ущелье. В результате делегация направилась в ущелье Оахкара (Кистинки), где их встретил ингушский владелец по имени Хавса, который сопроводил делегацию дальше до грузинской границы.
Ущелье Оахкара принадлежало трем ингушским родам: Яндиевым, Мамиловым и Алдагановым - ветвям общего рода Чачаевых, представители которых упоминаются в грамотах грузинского царя Ираклия II-го. Их предок и его родственники проживали на всем протяжении ущелья. Из-за постоянных конфликтов с хевсурами они в конечном итоге переселились в Джейраховские и Кистинские общества Ингушетии. Несмотря на это, они сохранили владение землей и управляли на ней фермами.
В 1910 году Ф. Горепекин составляет краткий путеводитель под названием «По горам Терской области», где упоминает, что по ущелью реки Кистинки его сопровождали братья Бузуртановы — известные местные проводники и альпинисты из соседнего ингушского села Гвелети.

## Галерея

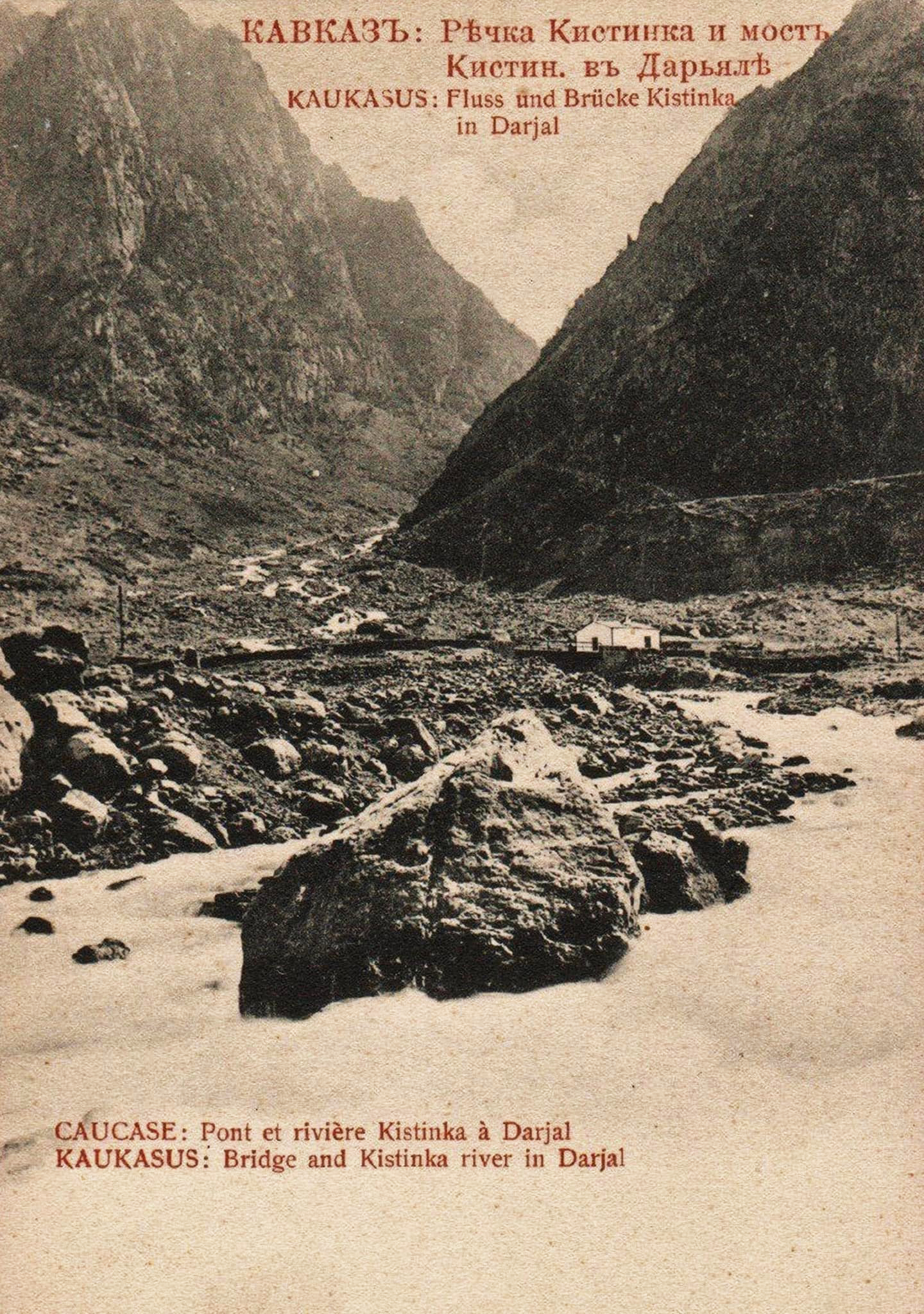
Дореволюционная почтовая карта с изображением реки Кистинки (инг. Оахкара-хий)
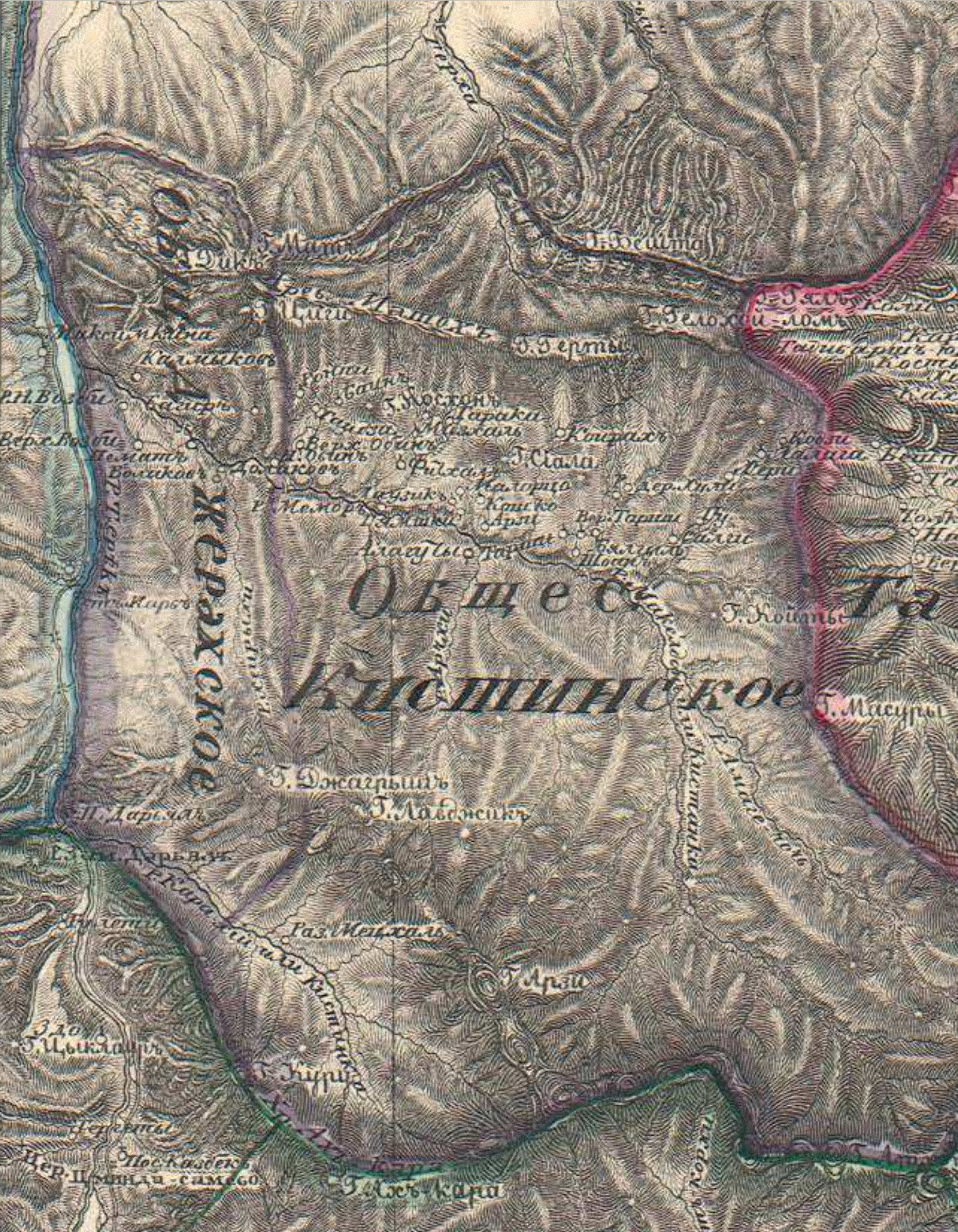
Кистинка, историческое название двух рек (Ӏарам-хий и Оахкара-хий) в области этнотерриториального ингушского общества «кистинцы» на карте Кавказского края 1838 года